# Justin Kurzel

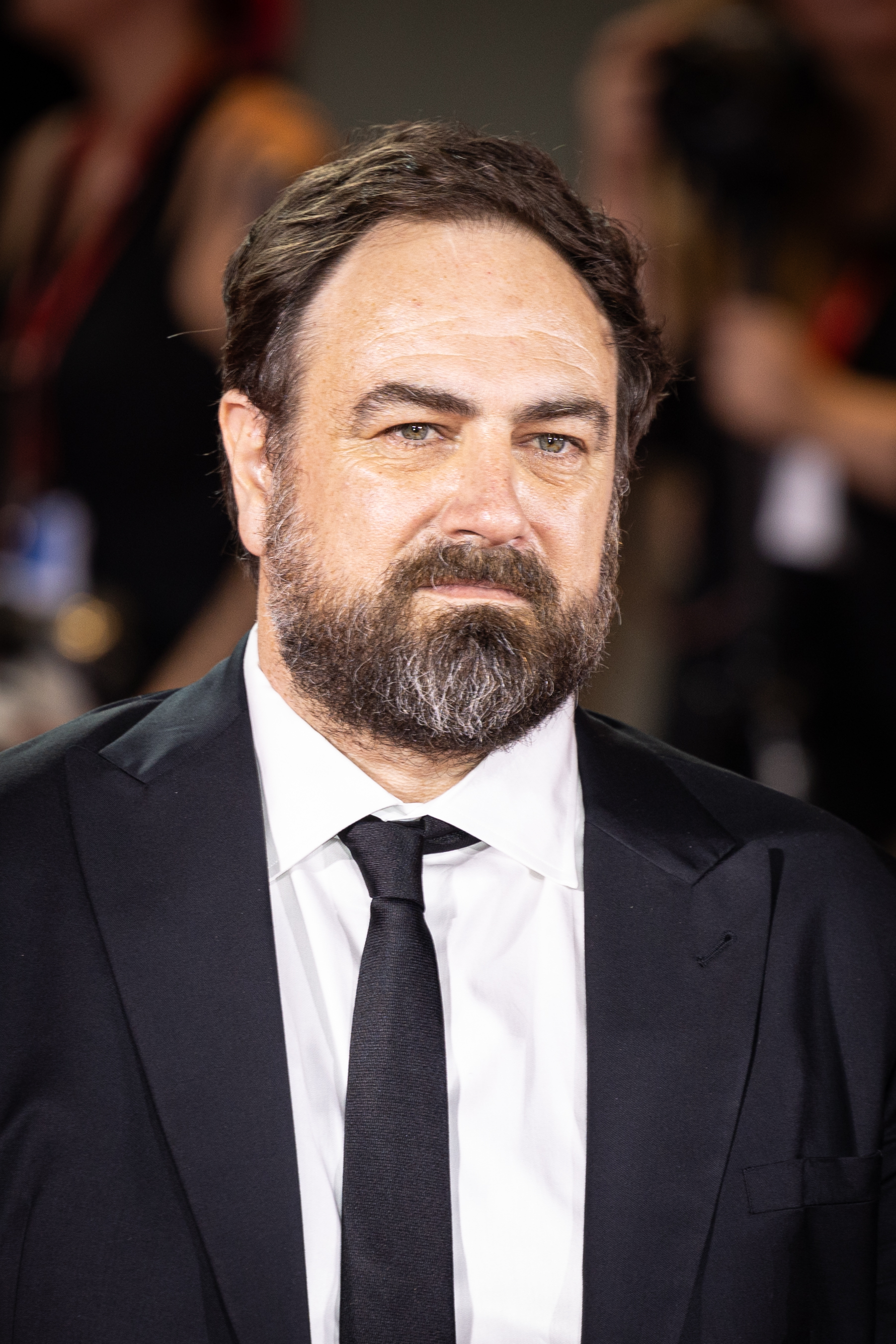
Justin Kurzel (2024)

Justin Kurzel (* 3. August 1974 in Gawler, South Australia) ist ein australischer Filmregisseur und Drehbuchautor.

## Leben
Kurzel wurde 1974 im südaustralischen Gawler geboren. Sein Bruder ist der Musiker und Komponist Jed Kurzel. Beide wuchsen in Gawler auf.
Justin Kurzel begann Anfang der 1990er Jahre ein Studium am NIDA in Sydney.
Zunächst drehte er Musikvideos für die von seinem Bruder gegründete Rock-Band The Mess Hall. 2005 drehte Kurzel seinen ersten Kurzfilm Blue Tongue. 2011 gab er mit Die Morde von Snowtown, einem Film über die Snowtown murders, sein Regiedebüt. Kurzel hatte auch das Drehbuch zum Film verfasst. Für Die Morde von Snowtown wurde er mit dem AACTA Award 2011 in der Kategorie Beste Regie ausgezeichnet. 
Für den Episodenfilm The Turning schrieb Kurzel das Drehbuch für das Segment Boner McPharlin's Moll, bei dessen Umsetzung er auch die Regie übernahm. 
Im Jahr 2015 drehte Kurzel eine Neuverfilmung der Shakespeare-Tragödie Macbeth, bei der Michael Fassbender und Marion Cotillard die Hauptrollen übernahmen. Der Film lief bei den Internationalen Filmfestspielen von Cannes 2015 im Wettbewerb um die Goldene Palme. 
Im Dezember 2016 erschien die Verfilmung des Computerspiels Assassin’s Creed, bei dem Michael Fassbender zum zweiten Mal unter Kurzels Regie die Hauptrolle übernahm. 
Kurzel ist mit der Schauspielerin Essie Davis verheiratet. Aus der Ehe gingen Zwillings-Töchter hervor. Die Familie lebt in London und in Australien.

## Filmografie (Auswahl)
Regie
- 2005: Blue Tongue (Kurzfilm)
- 2011: Die Morde von Snowtown (Snowtown)
- 2013: The Turning (Segment Boner McPharlin's Moll)
- 2015: Macbeth
- 2016: Assassin’s Creed
- 2019: Outlaws – Die wahre Geschichte der Kelly Gang (True History of the Kelly Gang)
- 2021: Nitram
- 2024: The Order
- 2025: The Narrow Road to the Deep North (Miniserie, 5 Episoden)

Drehbuch
- 2005: Blue Tongue (Kurzfilm)
- 2011: Die Morde von Snowtown (Snowtown)
- 2013: The Turning (Segment Boner McPharlin's Moll)

Produktion
- 2019: Outlaws – Die wahre Geschichte der Kelly Gang (True History of the Kelly Gang)

## Auszeichnungen
AACTA Award
- 2020: Nominierung für die Beste Regie (Outlaws – Die wahre Geschichte der Kelly Gang)

Internationale Filmfestspiele von Cannes
- 2021: Nominierung für die Goldene Palme (Nitram)